# Église Saint-Joseph de Djerba
L'église Saint-Joseph de Djerba, située dans la ville de Houmt Souk sur l'île de Djerba en Tunisie, est une église catholique construite en 1848 et agrandie en 1855. Cédée au gouvernement tunisien en 1964, elle devient un bâtiment municipal avant de retrouver sa fonction sacerdotale en 2005.

## Premier édifice
La présence de nombreux pêcheurs italiens et maltais autour de l'île de Djerba est à l'origine de la construction du premier lieu de culte catholique à Houmt Souk. En 1848, après avoir acheté un terrain appartenant à la famille Ben Ayed, ils unissent leurs efforts pour construire une petite église carrée sous la direction du père capucin Gaétan de Ferrera. L'autel, dédié à Notre-Dame du Mont-Carmel, est orienté au sud. Un presbytère est également construit pour abriter le premier prêtre.
L'une des premières tâches que s'assigne le nouveau prélat est d'assurer une sépulture chrétienne aux soldats espagnols massacrés en 1560 et dont les têtes avaient été utilisées pour construire Borj-er-Rous, la tour des crânes. Après avoir séparé les ossements humains des ossements d'animaux, il dépose les restes des soldats au cimetière chrétien.

## Agrandissement de l'église
L'arrivée du père capucin André Bois en 1855 bouleverse la physionomie de l'édifice. Il double la surface de la nef, agrandit le bâtiment pour y installer un chœur et change la porte de place pour lui donner son emplacement actuel. À la fin des travaux, la surface de l'église a été triplée. Pour l'embellir, le prélat fait venir de Malte un crucifix de grandeur naturelle et une image en cire représentant sainte Lucie et contenant certaines de ses reliques.
Originaire de la région historique de Savoie récemment rattachée à la France, il arbore le drapeau tricolore et n'hésite pas à célébrer les dimanche et fêtes en tirant un coup de canon qu'il s'est procuré on ne sait où.

## Période du protectorat
L'instauration du protectorat français n'apporte pas de bouleversement notable. Les habitants français restent rares et la population chrétienne est toujours majoritairement constituée de pêcheurs maltais, au point que le catéchisme et les homélies sont dites en arabe tunisien, proche du maltais. Le cardinal Charles Lavigerie prévient d'ailleurs les prêtres qu'il nomme dans cette paroisse : « Djerba, c'est trois ou quatre cents chrétiens perdus dans une trentaine de mille musulmans ».

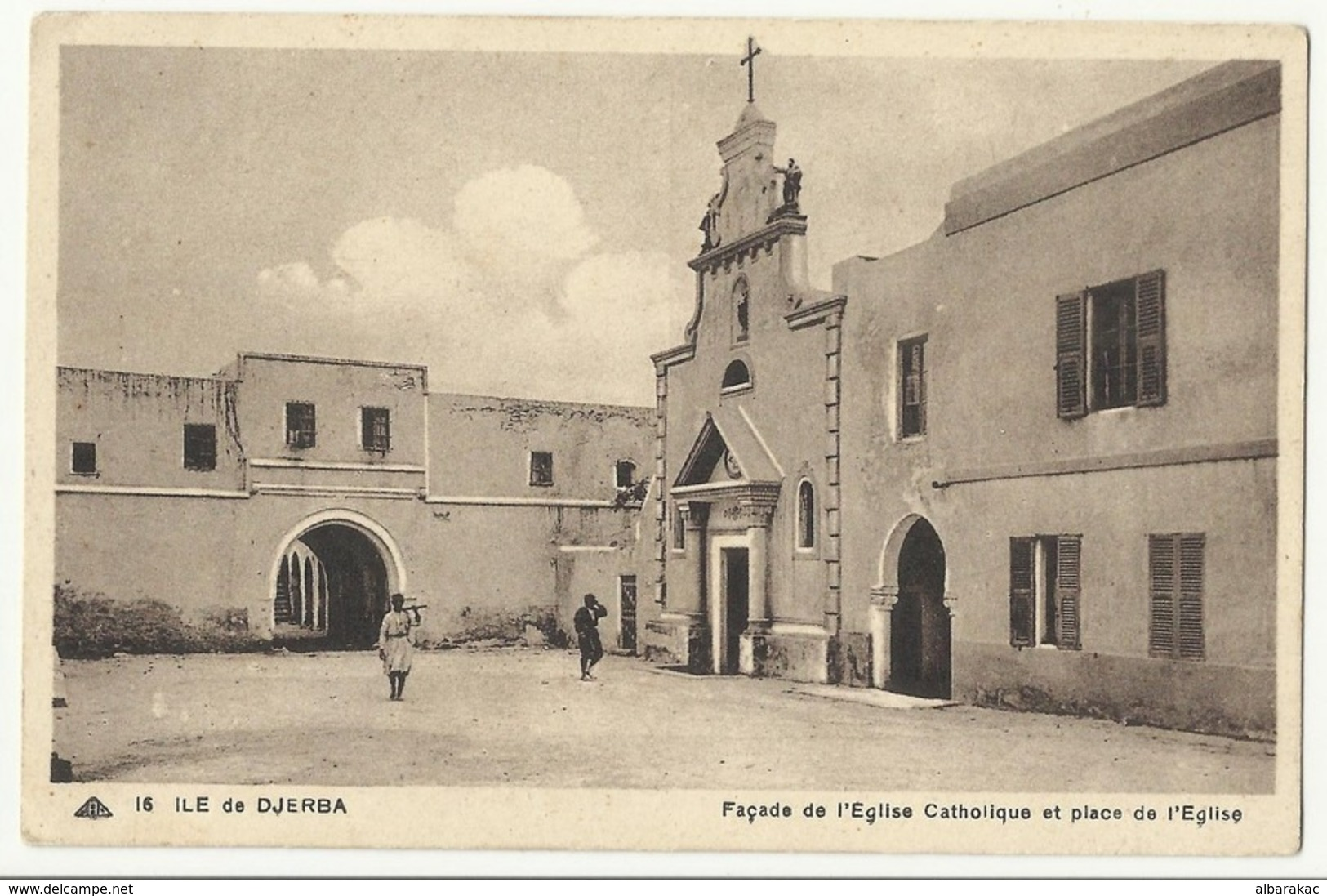
Façade de l'église dans les années 1930.

Sous l'impulsion de Lavigerie, les pères blancs remplacent les frères capucins à partir de 1891. En 1895, une église orthodoxe est construite par les pêcheurs grecs qui sont de plus en plus nombreux sur l'île.
En 1906, sous l'impulsion du père François Xerri, l'intérieur de l'église est renouvelé. On ouvre six grandes fenêtres (trois par côté), douze piliers sont dressés et ornementés de corniches et de chapiteaux. Ces derniers sont taillés en pierre de Malte par un sculpteur originaire de Gozo. Pour les décorer, les fidèles se cotisent pour les habiller de damas lyonnais. Un nouveau presbytère est également construit à l'emplacement de l'ancien qui tombait en ruines. Deux tours avec des cloches encadrent maintenant la façade de l'église qui est dédiée à saint Joseph.
Le père Xerri, mort le 24 décembre 1946 après 45 ans à la tête de la paroisse, est inhumé dans l'église. Son successeur, l'abbé Verney, modernise le lieu de culte en y installant l'électricité fournie par un groupe électrogène qu'il installe lui-même. Il fait construire également une salle de cinéma en plein air sur la place de l'église. L'assistance chrétienne s'enrichit maintenant de fidèles étrangers au fur et à mesure du développement touristique de l'île.
En 1956, les dons des fidèles et de l'archevêché de Carthage permettent de remplacer l'autel et de refaire le carrelage. Ces travaux sont mis à profit pour déposer les statues de saint Pierre et de saint Paul, installées en façade et qui menaçaient de tomber.
|      | Baptêmes | Mariages | Sépultures |
| ---- | -------- | -------- | ---------- |
| 1900 | 25       | 2        | 10         |
| 1910 | 24       | 2        | 8          |
| 1920 | 21       | 16       | 9          |
| 1930 | 24       | 2        | 7          |
| 1940 | 19       | 9        | 7          |
| 1950 | 17       | 6        | 5          |

## Après l'indépendance
Le modus vivendi signé entre le gouvernement tunisien et le Vatican le 10 juillet 1964 désigne l'église de Houmt Souk parmi celles qui doivent être cédées au gouvernement tunisien. Elle est alors transformée en salle d'études pour les enfants pauvres puis en salle de sport.
Malgré les nombreuses demandes émanant de touristes et de l'organisation catholique allemande, les autorités tunisiennes restent sourdes aux multiples démarches entamées par l'archidiocèse de Tunis pour construire une chapelle à proximité des hôtels. Un propriétaire allemand offre même un terrain près de Sidi Mahrez, sans aucun résultat. Il faut attendre le 18 février 2005 pour obtenir une réponse positive. Faute d'une nouvelle chapelle, l'église Saint Joseph est à nouveau rendue à sa destination première. Elle est alors restaurée et décorée d'anciennes mosaïques chrétiennes découvertes en Tunisie.

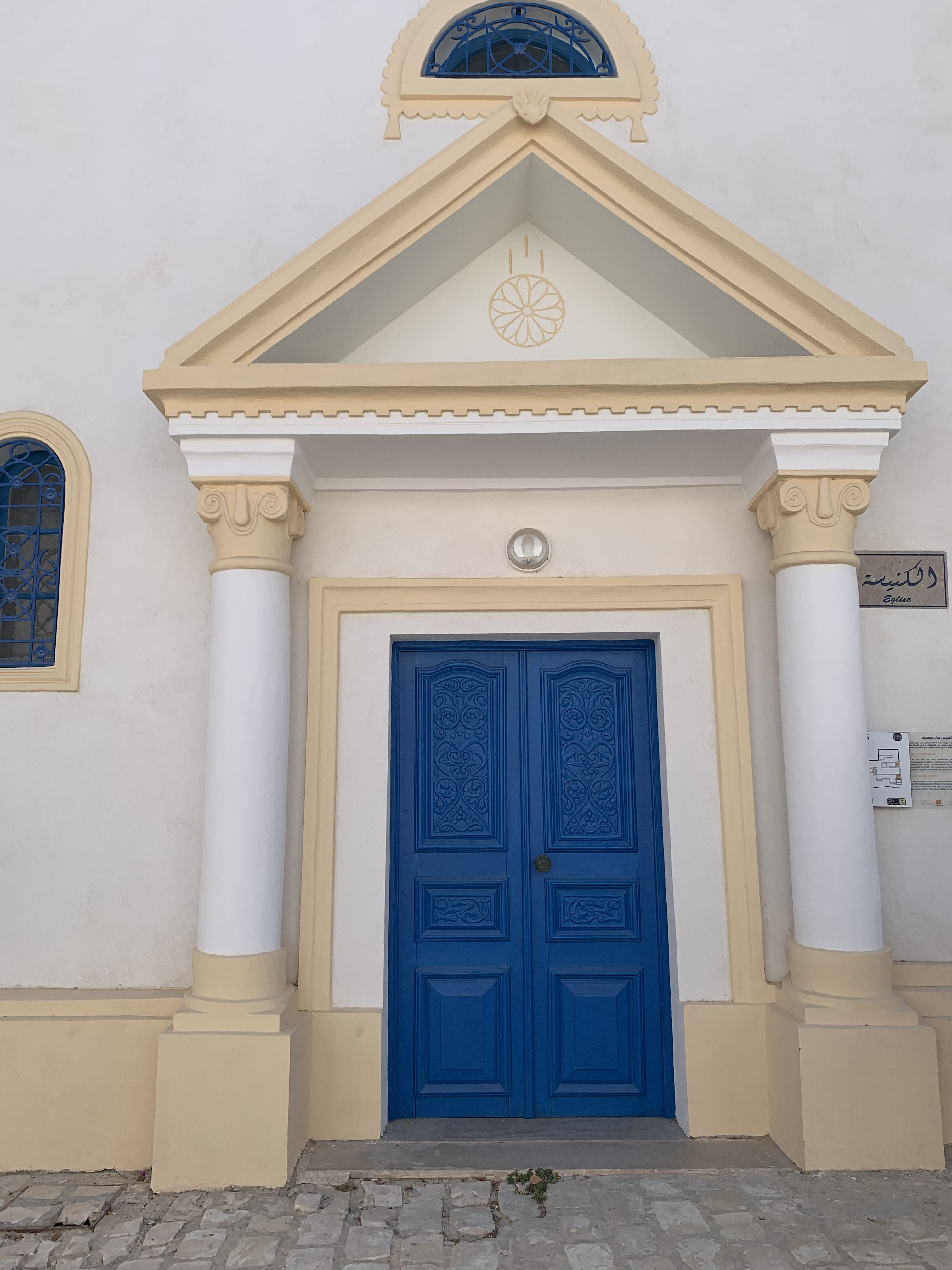
Entrée principale de l'église.
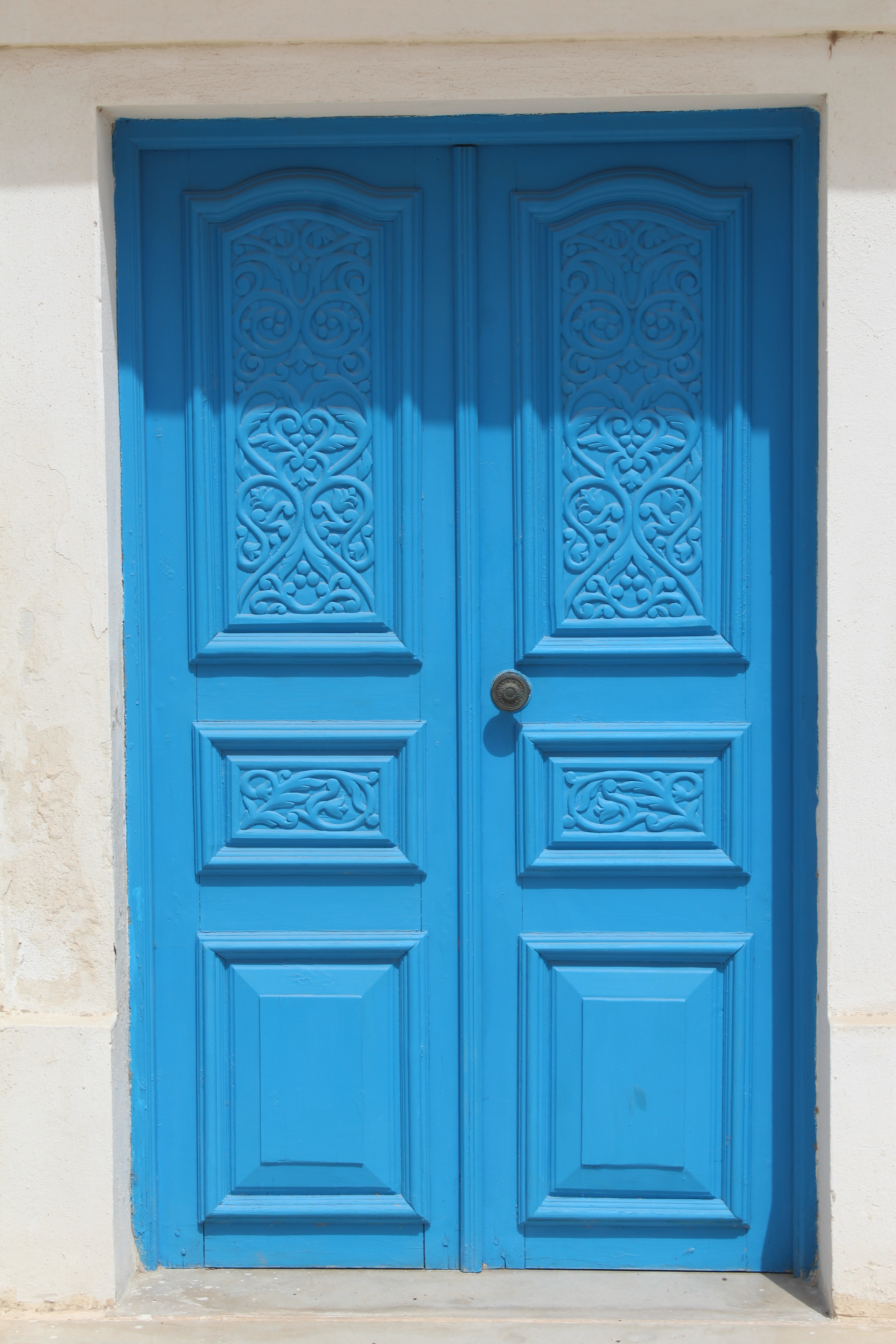
Détail de la porte.
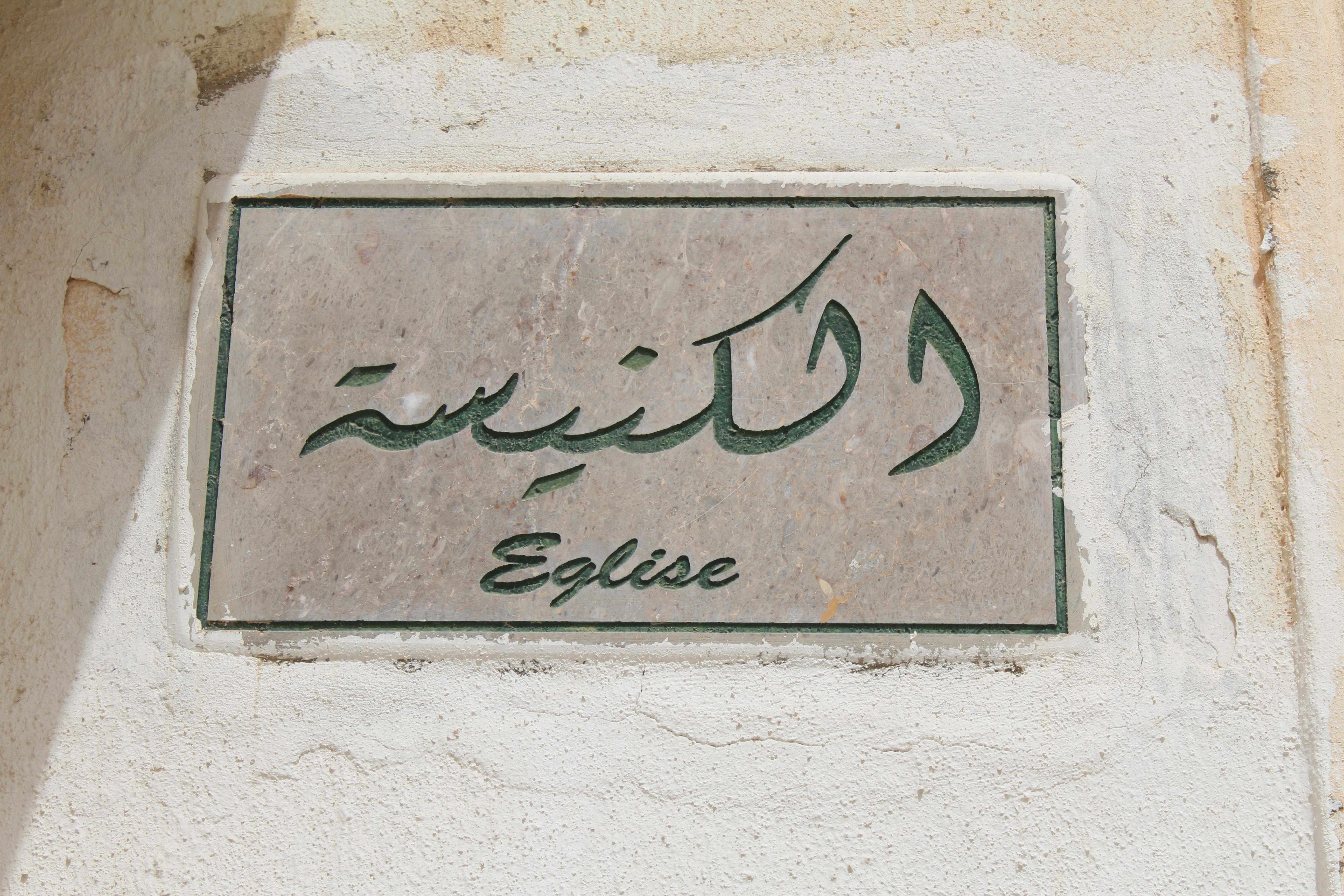
Plaque à l'entrée.
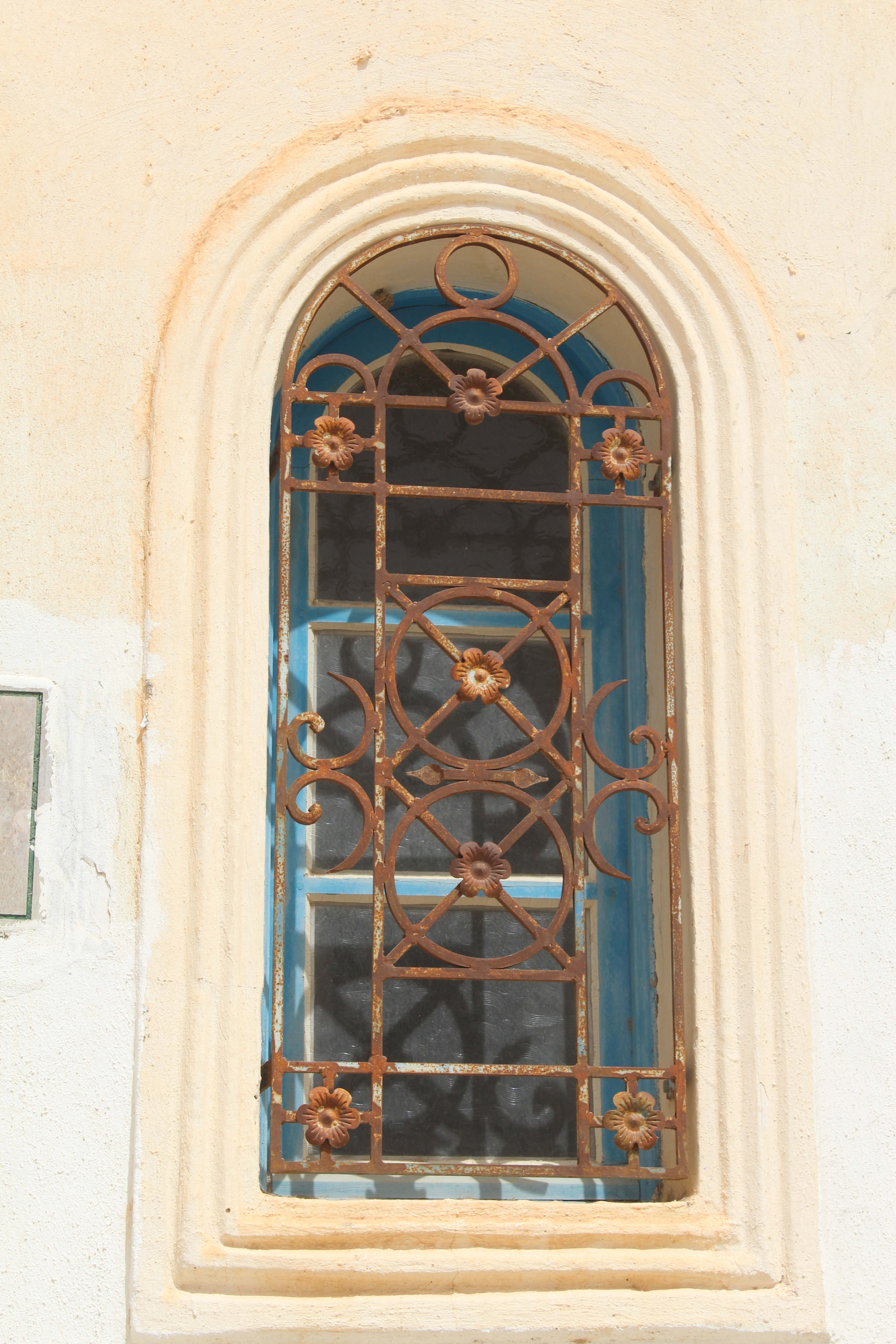
Vue d'une fenêtre.
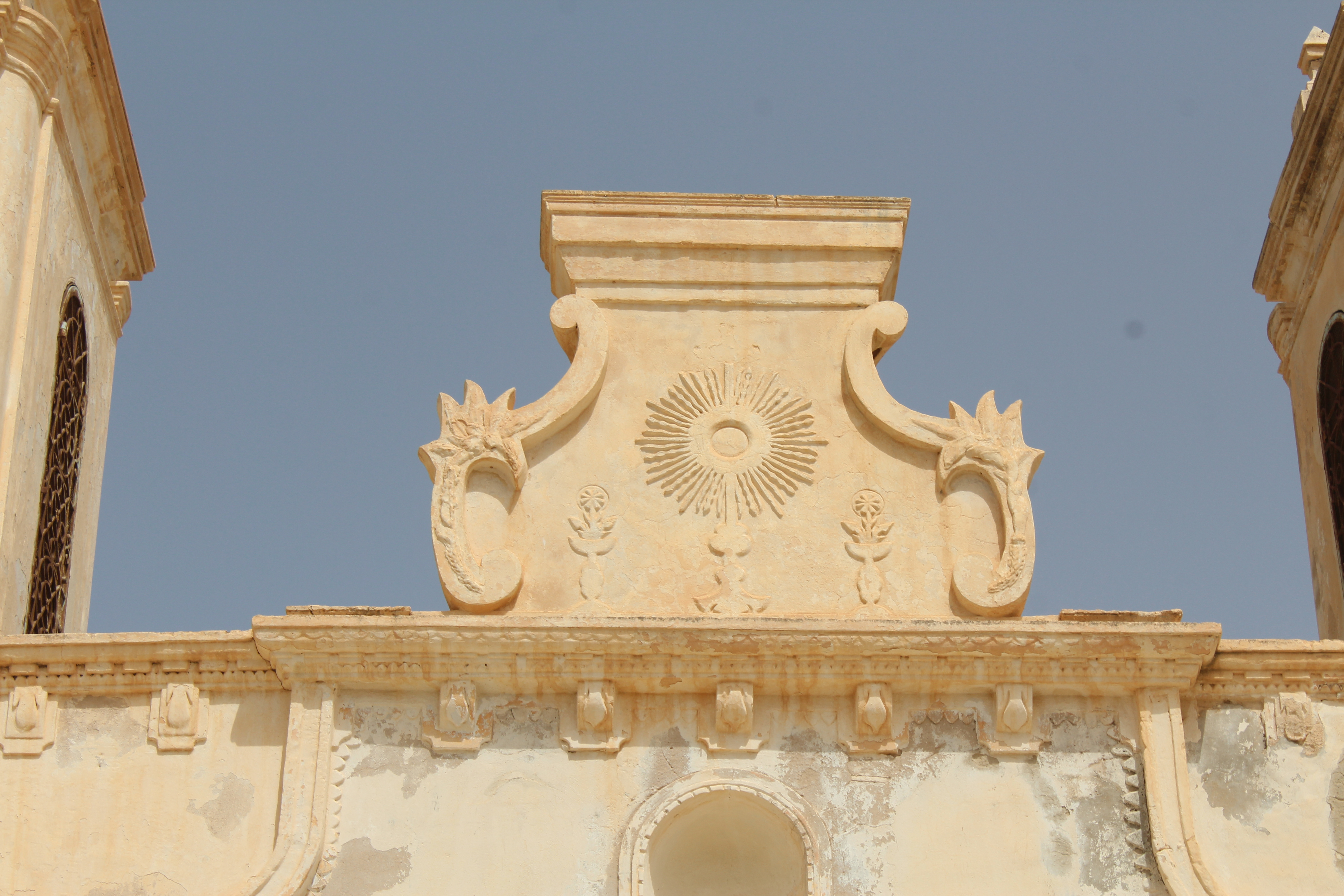
Détail de la décoration de la façade.

## Prélats responsables de l'église
- Gaétano de Ferrera (1848-1854) ;
- Père Augustin (1854-1854) ;
- Abbé André Cazzolino (1854-1855) ;
- André Bois (1855-1869) ;
- Guisto Benedict (1869-1876) ;
- Abbé François Xerri (1901-1946) ;
- Abbé Verney (1946-1951).